# Beija-flor-cobreado
Beija-flor-cobreado ou nectarínia-cobreada (Cinnyris cupreus) é uma espécie de ave da família Nectariniidae.
Pode ser encontrada nos seguintes países: Angola, Benin, Botswana, Burkina Faso, Burundi, Camarões, República Centro-Africana, Chade, República do Congo, República Democrática do Congo, Costa do Marfim, Etiópia, Gabão, Gambia, Gana, Guiné, Guiné-Bissau, Quénia, Libéria, Malawi, Mali, Mauritânia, Moçambique, Namíbia, Níger, Nigéria, Ruanda, Senegal, Serra Leoa, África do Sul, Sudão, Tanzânia, Togo, Uganda, Zâmbia e Zimbabwe.